# تنگژونگ
تنگژونگ (انگلیسی: Tengzhong) شرکت خودروسازی چینی است، که در سال ۲۰۰۵ تأسیس شد.